# Poniky
Poniky é um município da Eslováquia localizado no distrito de Banská Bystrica, região de Banská Bystrica.

## Demografia
| Ano:        | 1994 | 2004   | 2014   | 2024   |
| ----------- | ---- | ------ | ------ | ------ |
| Broj ljudi: | 1538 | 1567   | 1564   | 1554   |
| Razlika:    |      | +1,88% | -0,19% | -0,63% |

| Ano:               | 2023 | 2024   |
| ------------------ | ---- | ------ |
| Número de pessoas: | 1540 | 1554   |
| Diferença:         |      | +0,90% |